# Entephria brulleri
Entephria brulleri är en fjärilsart som beskrevs av Lefèbvre 1836. Entephria brulleri ingår i släktet Entephria och familjen mätare. Inga underarter finns listade i Catalogue of Life.